# مركز روزنتال للفن المعاصر
أُنشئ مركز الفنون الحديثة في سينسيناتي عام 1939، وهو واحد من أقدم المؤسسات التي تعني بالفنون المرئية في الولايات المتحدة. وفي عام 1997، فازت حديد في مسابقة لتصميم المبنى الجديد للمركز في وسط الحي التجاري بمدينة سينسيناتي في ولاية أوهايو بأمريكا، حيث يُعد أول بناء لها في أمريكا. وعُدَّ تصميم هذا المبنى من أول التصاميم التي اعتمدت الطريقة التفكيكية، حيث أن تصميم البناء بتلك الطريقة والنمط لم يكن معهودًا في ذلك الزمان، وقد لاقى انتقادًا واسع النطاق، إلا أنه في نهاية الأمر قد تم اعتماده، وقد اكتمل إنشاءه عام 2003.

## التصميم
يُوحي المبنى من الخارج بأنه عبارة عن بناء تقليدي، فهو عبارة عن بناء يتكون من ستة طوابق إضافية للقبو، ضمن تقاطع في مركز مدينة سينسيناتي. وهو مبنى ذو لون أبيض مائل للرمادي ومنتصفه ذو لون أسود مع بروزه قليلًا لتحسبه وكأنه قطعة معلقة غير متصلة بالمركز ومستقلة بذاتها. ويُوفر المبنى الجديد فراغات للعرض المؤقت وهو ليس معرضًا دائمًا. ويتضمن برنامج المشروع بجانب فراغات العرض قاعات للمحاضرات ومكاتب لعرض التحف والفنون ومناطق إعداد المعروضات ومتجرًا للهدايا ومقهى ومناطق عامة. وقد وُزعت الفراغات على هذه الأدوار التي ترتبط مع بعضها من خلال عناصر الحركة الرأسية المكونة من سلم رئيسي يتحرك في قلب المبنى من خلال منظومة فراغية ثلاثية الأبعاد تتناوب على جوانبه مناطق مقفلة ومفتوحة، وتبدو أجنحة العرض كما لو أنه تم قطع من كتلة خرسانية واحدة وهي تطفو فوق فراغ البهو الرئيسي. وتتشابك أجنحة العرض مثل القطع المخرمة الثلاثية الأبعاد المصنوعة من المصمت والمفرغ. تتميز قاعات العروض بأنها ذات أحجام متعددة وأشكال مختلفة، بأسقف ونوافذ زجاجية تطفي نوعًا من الجمال الفني، الذي يسمح باختراق الأضواء لها ليلًا.